# 레슬리 스티븐
레슬리 스티븐 경(영어: Sir Leslie Stephen,
KCB, FBA, 1832년 11월 28일~ 1904년 2월 22일)은 잉글랜드의 작가로, 버네사 벨과 버지니아 울프의 아버지이다.